# Erótica

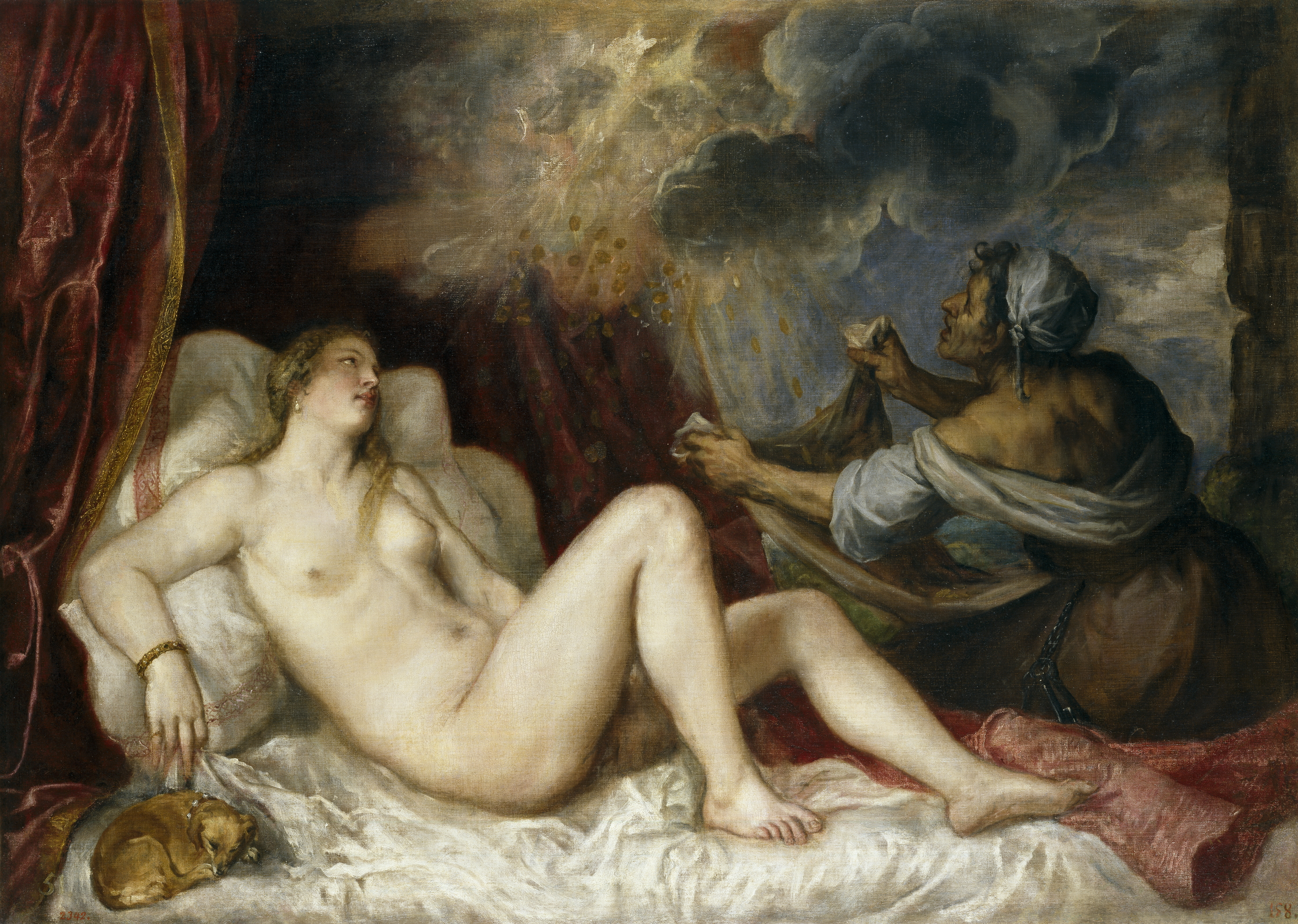
Tiziano: Dánae recibiendo la lluvia de oro (1553).

La erótica se refiere al conjunto del arte, literatura o fotografía que trata de manera sustantiva con temas y motivos que son eróticos, sexualmente estimulantes o que producen excitación sexual. La palabra «erótica», usada más comúnmente en contextos angloparlantes, se aplica normalmente a obras en las que el elemento sexual se considera parte del aspecto estético más amplio. Suele distinguirse de la pornografía, que también puede tener mérito literario, pero que suele entenderse como una obra que tiene como principal finalidad la excitación sexual. Con todo, algunos críticos consideran a la pornografía como un tipo de erótica, mientras que otros la consideran diferente. El arte erótico puede usar cualquier forma artística para mostrar contenido erótico, incluyendo la pintura, la escultura, el teatro, el cine o la música. La literatura y la fotografía eróticas se han convertido en géneros por derecho propio. La erótica también existe en un número de subgéneros que incluyen la erótica gay, la lésbica, la erótica para mujeres, la de monstruos, la de tentáculos o la de bondage, entre otras.
El término erótica es un término colectivo de raíces griegas y latinas (nominativo plural de erotikon, εροτικον, y de eroticum y carente por tanto de plural él mismo,de ἔρως, érōs, palabras usadas para indicar lujuria y amor sexual) con el que se ha designado al conjunto de objetos relacionados de alguna manera (en general representativa) con la pasión amorosa humana, especialmente cuando está enfocada hacia sus aspectos físicos y sensuales. Como sustantivo erótica abarca pues todos los objetos calificados de eróticos. Y resulta que, a lo largo de la historia, eso ha sucedido con las cosas más diversas: chascarrillos, coplas, bailes, poemas, vasijas, estatuas, dibujos, pinturas, medallones, libros, novelas, exvotos, fotografías, películas y casi cualquier cosa imaginable ha podido ser y ha sido incluida en el grupo. El campo abarcado es pues inmenso.
Otro término relacionado en idiomas como el francés es el de curiosa que se refiere a curiosidades o rarezas, especialmente libros inusuales o eróticos. En el mercado de libros de anticuarios, las obras pornográficas son a menudo categorizadas bajos los nombres de «curiosa», «erótica» or «facetiae».

## Caracterización

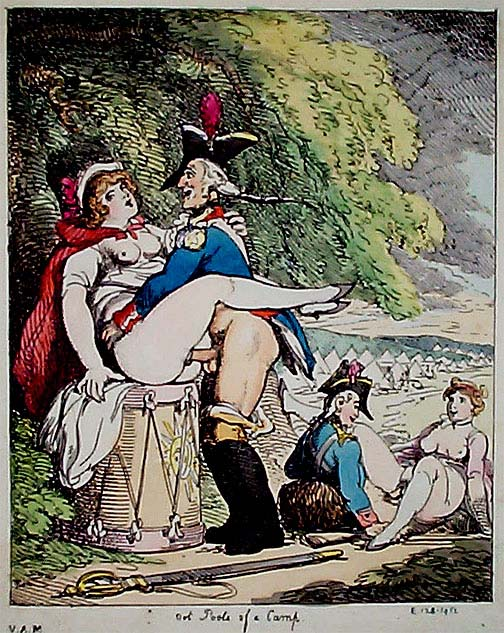
Thomas Rowlandson.

Además es difícil precisar un rasgo que diferencie claramente al adjetivo erótico de los que le flanquean en una escala valorativa continua, que todos usamos cotidianamente y que comprendería, de menor a mayor carga polémica, más o menos los términos 
travieso–picante–erótico–obsceno–soez–pornográfico.
La delimitación entre erotismo y pornografía es "una cuestión estrictamente personal", aunque podemos afirmar, sin lugar a dudas, que el erotismo se limita a mostrar epidermis con generosidad y a sugerir con mayor o menor picardía, mientras que la pornografía ilustra las relaciones sexuales que mantienen los personajes. En este sentido, los aficionados al manga distinguen el Ecchi (ッチ), que no muestra el coito, del Hentai (変態) que ya es plenamente pornográfico. La diferencia se establece, por tanto, en el grado de importancia de los elementos eróticos para el desarrollo de la obra.
La verdad es que, por su mayor neutralidad y aceptabilidad, erótico suele usarse abarcando todo el rango superior de la serie precedente, como se hará aquí.
Para el periodo histórico comprendido entre los siglos XVI y XX, en Europa y en los Estados Unidos, un buen criterio adicional al de la sensualidad temática es el siguiente: lo perteneciente al ámbito de lo erótico se creó, se transfirió, se disfrutó y se conservó de manera discreta, oculto de las públicas miradas, cuando no fue decididamente clandestino. Mientras que los chistes, las coplas y las sátiras, por subidos de tono que sean, tienen por naturaleza connotaciones de publicidad y están hechos para ser difundidos, aunque tal vez no ante niños o damiselas, los productos claramente eróticos se han tratado siempre de modo mucho más reservado.

## Contexto histórico

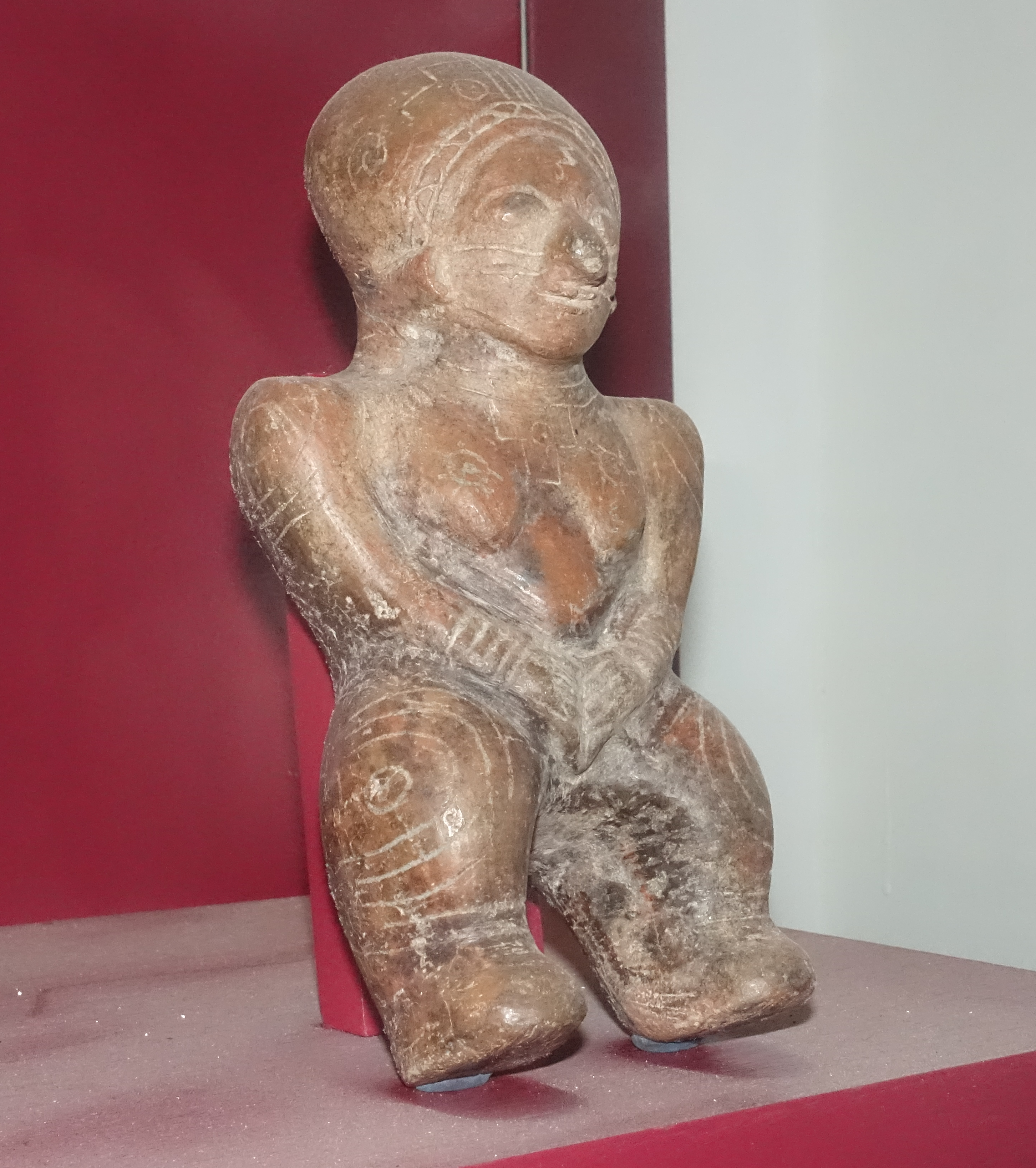
Escultura cerámica precolombina de una mujer masturbándose, Museo Fray Enrique Mideros, Ecuador

Naturalmente la antigüedad nos ha legado muchas cosas relacionadas con el amor sensual, muchas erótica, e incluso algunos ejemplos de conflicto entre el artista y los poderes públicos (el caso de Ovidio es bien conocido). Pero aquí consideraremos todo este corpus como un bloque aparte, dotado de una especie de bula que le coloca por encima del bien y del mal, al igual que se hizo tradicionalmente hasta el siglo XVIII (en que empezaron a realizarse mutilaciones, "adaptaciones" y ocultaciones de este legado). 
Situémonos en los siglos finales de la Edad Media y los iniciales de la Moderna. Solo las clases más acomodadas podían permitirse entonces los servicios de pintores, escultores y literatos, cuyas producciones (frescos, estatuas, manuscritos) eran piezas únicas, que quedaban sometidas al control directo de su dueño, cuando no fijadas sobre las propias paredes de sus mansiones. Libros y pinturas eran caros productos de lujo, que se custodiaban celosamente. En lo referente a las obras literarias, la mayoría de la población además no sabía leer. 

### La modernidad
La situación cambió por primera vez radicalmente con la invención de la imprenta en el siglo XV. Aunque las obras impresas fuesen todavía muy caras y escasas, la posibilidad de hacer múltiples copias modificó por completo el panorama, por lo menos en lo que a las imágenes se refería. De ahí que en el siglo XVI empezasen a surgir los primeros choques entre los "artistas" y las "autoridades" y los primeros intentos de imponer una censura por parte de éstas, como medio de controlar los contenidos que se pretendiese difundir. La preocupación inicial fue de carácter religioso y dogmático, objetivo fundamental de los tribunales de la Inquisición, pero pronto se extendió a temas sociales y políticos. La utilización creciente del erotismo como arma subversiva, de afirmación individual tanto contra la Iglesia como contra el Estado, que alcanzó su punto culminante a finales del siglo XVIII en la Francia prerrevolucionaria, lo colocó así en el punto de mira de las actuaciones policiales y represivas de ambos. Pintores, poetas, novelistas, impresores, libreros y compradores no tuvieron pues otro remedio que actuar "de tapadillo" cuando decidieron internarse por tales territorios peligrosos.
La historia de las continuadas luchas entre unos y otros está llena de detenciones, procesos, multas, encarcelamientos, confiscaciones, destierros y destrucciones de ejemplares. En algún caso las cosas fueron más lejos, aunque afortunadamente fuese más bien la excepción que la regla. Théophile de Viau y Claude Le Petit fueron condenados a morir en la hoguera por haber escrito obras licenciosas en la Francia del siglo XVII. El primero pudo salvar el pellejo poniendo tierra de por medio (aunque terminó siendo preso y murió pronto en la cárcel), pero el segundo fue quemado vivo en 1662.

### El plomo se transmuta en oro
La consecuencia más inmediata de tal estado de cosas es que la mayoría de estas obras nacieron ya rodeadas de grandes incertidumbres, que los estudios posteriores no siempre logran disipar. No solo son casi todas anónimas o se publicaron con seudónimo, tanto en lo que se refiere al autor como, en el caso de los libros, al editor, sino que ni siquiera su lugar y su fecha de publicación son fiables, cuando los indican. Otra consecuencia es la gran mortandad a que han estado sometidas, pues, aparte de hacerse en tiradas escasas, las incursiones policiales, primero, y la actitud temerosa o claramente hostil de los herederos del primer interesado, o incluso el arrepentimiento de este mismo, después, han hecho desaparecer la totalidad de los ejemplares de muchas de ellas o no han dejado más que unos cuantos de algunas.
A esto se debe que, para el periodo indicado y en Occidente, se hayan convertido en piezas de extraordinaria rareza y muy difíciles de encontrar, por lo que han sido objeto de especial atención por parte de los gremios de anticuarios y de libreros de viejo, que gestionan cuidadosamente las escasas disponibles entre sus clientes coleccionistas especializados, bajo los nombres de "erótica", "curiosa" o "raros y curiosos". Gracias a estos coleccionistas privados y a este modesto tráfico se han salvado infinidad de ellas para una posteridad menos agresiva.

### Una lucha inacabable de la erótica
Cada nuevo avance técnico en los medios de difusión cultural dio nuevo ímpetu a las escaramuzas. Así las sucesivas invenciones de la fotografía, la litografía y las mejoras en los procesos de impresión, el cine, la televisión, los sistemas de grabación de audio y de video, la informática y, por último, la propia Internet han ido aumentado las facultades comunicativas de la humanidad, la expresividad de los medios y su potencial de difusión, en suma, han ido haciendo realidad progresivamente la universalización de una cultura humana cada vez más poderosa. Todas estas posibilidades se han puesto siempre inmediatamente al servicio de los múltiples intereses humanos, entre ellos los eróticos, y todas ellas han provocado temor por las consecuencias que su implantación pudiera tener, llevado aparejados generalmente procesos serios y duraderos de intervención y censura por parte de las autoridades (por ejemplo en el caso del cine).

### Poserótica
A pesar de lo cual, o más bien por ello, las erótica dejaron de estar prohibidas y perseguidas en los países occidentales prácticamente desde los dos últimos decenios del siglo XX. Pero al perder así uno de sus rasgos más característicos han perdido también su razón de ser. Lo que en otros tiempos se persiguió como escandaloso e intolerable resulta en la actualidad omnipresente, no solo en la literatura, sino en los periódicos, en las películas, en los programas de televisión y en la publicidad. Su contenido resulta así poco o nada sorprendente y no muy interesante, no pudiendo ser objeto ya de atención especial, ni del coleccionismo que las amparó en el pasado.